# Norman Smith
Norman A. "Hurricane" Smith, född 22 februari 1923 i Edmonton, London, död 3 mars 2008, var en brittisk musiker, musikproducent, ljudtekniker och stridspilot. Han är främst känd för att vara ljudtekniker vid EMI Recording Studios i London (nuvarande Abbey Road Studios) och vid alla inspelningar av The Beatles vid studion fram till 1965. Han har även arbetat med grupper som Pink Floyd och Barclay James Harvest.